# Conxita Julià

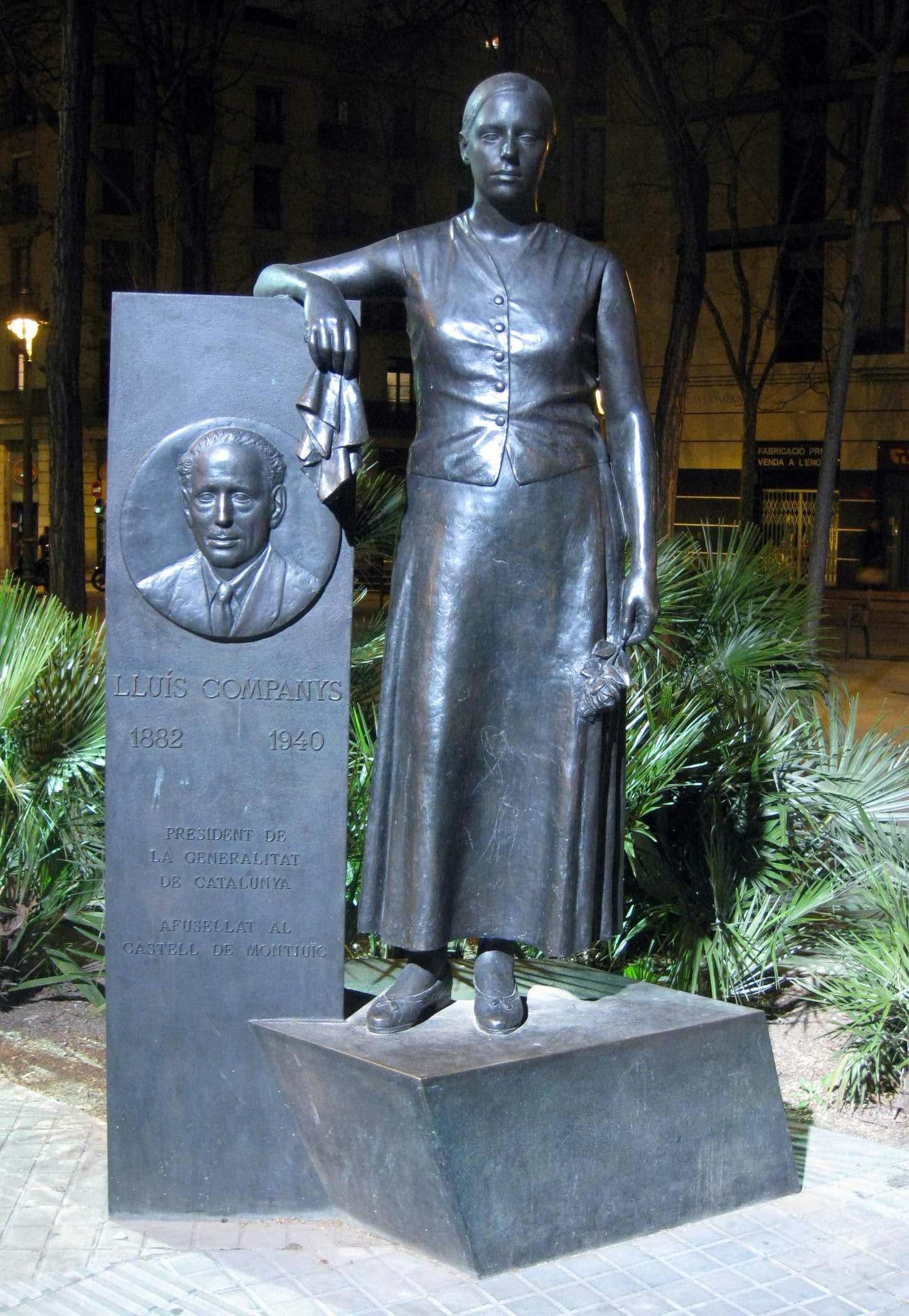
Monumento a Lluís Companys, con la «chica del pañuelo» (Conxita Julià)

Conxita Julià y Farrés (Barcelona, 1920) fue una poetisa y excursionista española. A partir del año 1934, Conxita Julià intercambió cartas con Lluís Companys, presidente de la Generalidad de Cataluña. El inicio de la relación epistolar se dio al enviarle ella un poema a Lluís Companys, después de los hechos del seis de octubre de 1934. La figura de Conxita Julià aparece representada, como una chica con pañuelo, en la escultura en honor de en Lluís Companys, inaugurada en 1997 en el Paseo Lluís Companys de Barcelona.

## Obras
- Julià i Farrés, Conxita (2004). Silenci sonor: antología poètica de Conxita Julià i Farrés. Absis. ISBN 978-84-932897-4-4.
- Julià i Farrés, Conxita (2007). Records de la meva infància: les passejades amb el pare. Ajuntament de Barcelona. Districte de Sant Martí.